# بيير أندريه دي سوفرين
بيير أندريه دي سوفرين (بالفرنسية: Pierre André de Suffren)‏‏ (17 يوليو 1729 - 8 ديسمبر 1788 في باريس) عسكري من فرنسا.

## الجوائز
- Knight of the Order of the Holy Spirit  [لغات أخرى]‏
- فارس ترتيب سانت ميشيل  [لغات أخرى]‏

## روابط خارجية
- بيير أندريه دي سوفرين على موقع الموسوعة البريطانية (الإنجليزية)